# 德文海豹属
德文海豹属（学名：Devinophoca）是海豹科下的一个属。

## 下属物种
本属包括以下物种：
- 克莱顿德文海豹 Devinophoca claytoni Koretsky & Holec, 2002
- 埃氏德文海豹 Devinophoca emryi Koretsky & Rahmat, 2015，埃姆里德文海豹